# رافائيل ماسانا
رافائيل ماسانا (مواليد 25 فبراير 1989)، هو لاعب كرة قدم كان يلعب كمهاجم.

## وصلات خارجية
- رافائيل ماسانا على موقع رابطة كرة القدم اليابانية للمحترفين (اليابانية)
- رافائيل ماسانا على موقع قاعدة بيانات كرة القدم.إي يو (الإنجليزية)
- رافائيل ماسانا على موقع Soccerway.com (الإنجليزية)
- رافائيل ماسانا على موقع عالم كرة القدم.نت (الإنجليزية)